# Omar Bravo
Pour les articles homonymes, voir Bravo.
Omar Bravo Tordecillas, né le 4 mars 1980 à Los Mochis (Mexique), est un footballeur international mexicain. Il joue au poste d’avant-centre à l'Universidad de Guadalajara.

## Carrière

### En équipe nationale
Il a fait ses débuts internationaux en mars 2003 contre l'équipe de Bolivie.
Il a participé à la coupe du monde 2006 avec le Mexique.

## Palmarès
Avec le Chivas de Guadalajara :
- Championnat du Mexique : 2006 (Apertura)

Avec le Mexique :
- Gold Cup : 2003 et 2009
- 64 sélections avec l'équipe du Mexique (15 buts)[1] dont un doublé lors de la Coupe du monde 2006 (Mexique-Iran 3–1)